# アラド市電
アラド市電（ルーマニア語: Tramvaiul din Arad）は、ルーマニアの都市・アラドに路線網を有する路面電車。2020年現在、アラド市（70 %）およびアラド県（30 %）が株を所有する企業であるアラド公共交通会社（Compania de Transport Public SA Arad、CTP Arad）による運営が行われている。

## 概要・歴史

### 市内線
アラド市内における公共交通機関の始まりは、1869年に開通した馬車鉄道であった。これらの路線は1910年代まで残存し、電化計画も立ち上がったものの実現することなく1916年までに廃止され、以降はルーマニアへの併合を経てアラド市中心部の公共交通機関は路線バスが主力となった。
その後、第二次世界大戦中に勃発したオデッサの戦いによりルーマニアは一時的にソビエト連邦（現：ウクライナ）のオデッサを占領したが、その中で同都市の路面電車（オデッサ市電）から接収した軌間1,000 mmの施設および車両を基に、アラド市内に路面電車を再度建設する計画が発案された。この時点では実現しなかったものの、終戦後に本格的な計画が始動し、1946年11月29日にアラド市内に路面電車が運行を開始した。
1970年代までは4系統のみの運行に留まっていたが、1980年代以降は石油を多く消費する路線バスに代わり路面電車網を拡充するルーマニア政府の方針に基づき大規模な延伸が実施され、民主化以降の2000年代にも更なる延伸が行われた他、線路や施設の改修・近代化工事も継続的に進められている。一方、車両については後述するように共産主義時代に導入された各種電車の老朽化が早期に進行したことを受け、1995年以降ドイツやオーストリアの中古車両の大量譲受が行われている他、2010年代以降はルーマニア国産の超低床電車であるインペリオの導入も実施されている。

### 郊外線
アラド市電はアラド市内を走る路線網に加えて、伝統的なガラス工芸で知られるポドゴリア（Podgoria）地域を結ぶ郊外路線を有している。この路線はハンガリー時代の1906年に開通し、当初はスチームトラムが客車を牽引する非電化路線であったが、効率の悪さから電化が決定し、1913年に東ヨーロッパ初、世界全体でも8番目となる都市間電気鉄道（インターアーバン）となった。ルーマニアへの併合以降も国営化を経て運行を続けたが、1960年代以降都市の発展の障害となるという理由でアラド市内の区間をはじめとする一部路線が廃止され、1983年以降はアラド市電の路線網に編入されている。
電化開業時に導入されたハンガリー製の大型電車については、アラド市電への編入やルーマニア民主化を経た1991年まで営業運転に使用された後、1995年に残存車両の動態復元が実施され、2020年現在も現存する。路線の愛称であった「グリーンアロー（Sagetii Verzi）」は現役時代のこの電車の塗装が由来であったが、復元以降は灰色を基調とした開業当初の塗装に改められている。

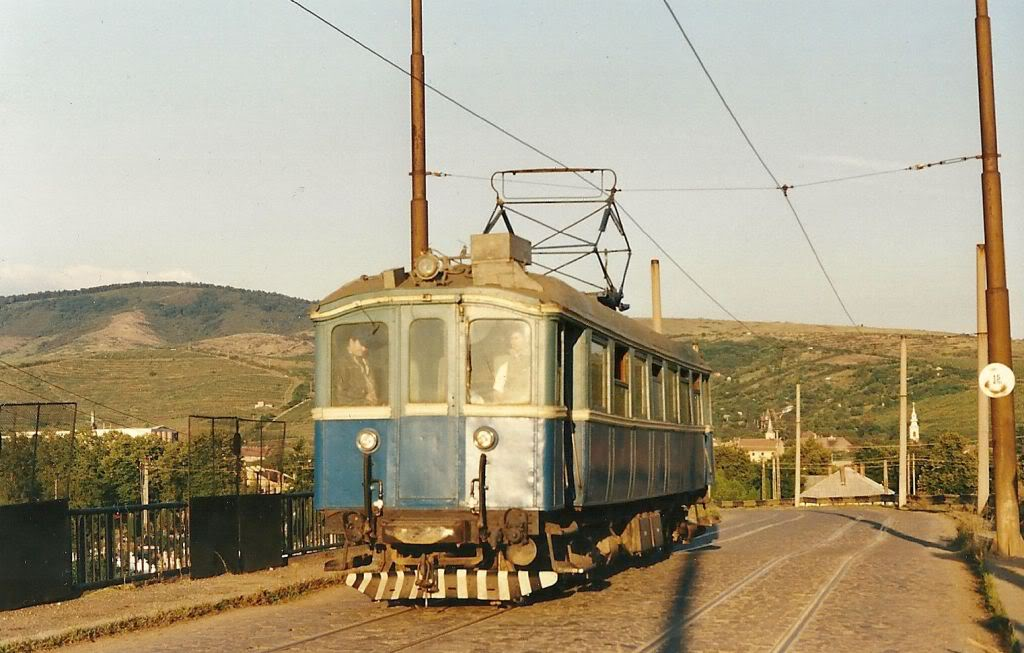
郊外線向け車両（1995年撮影）
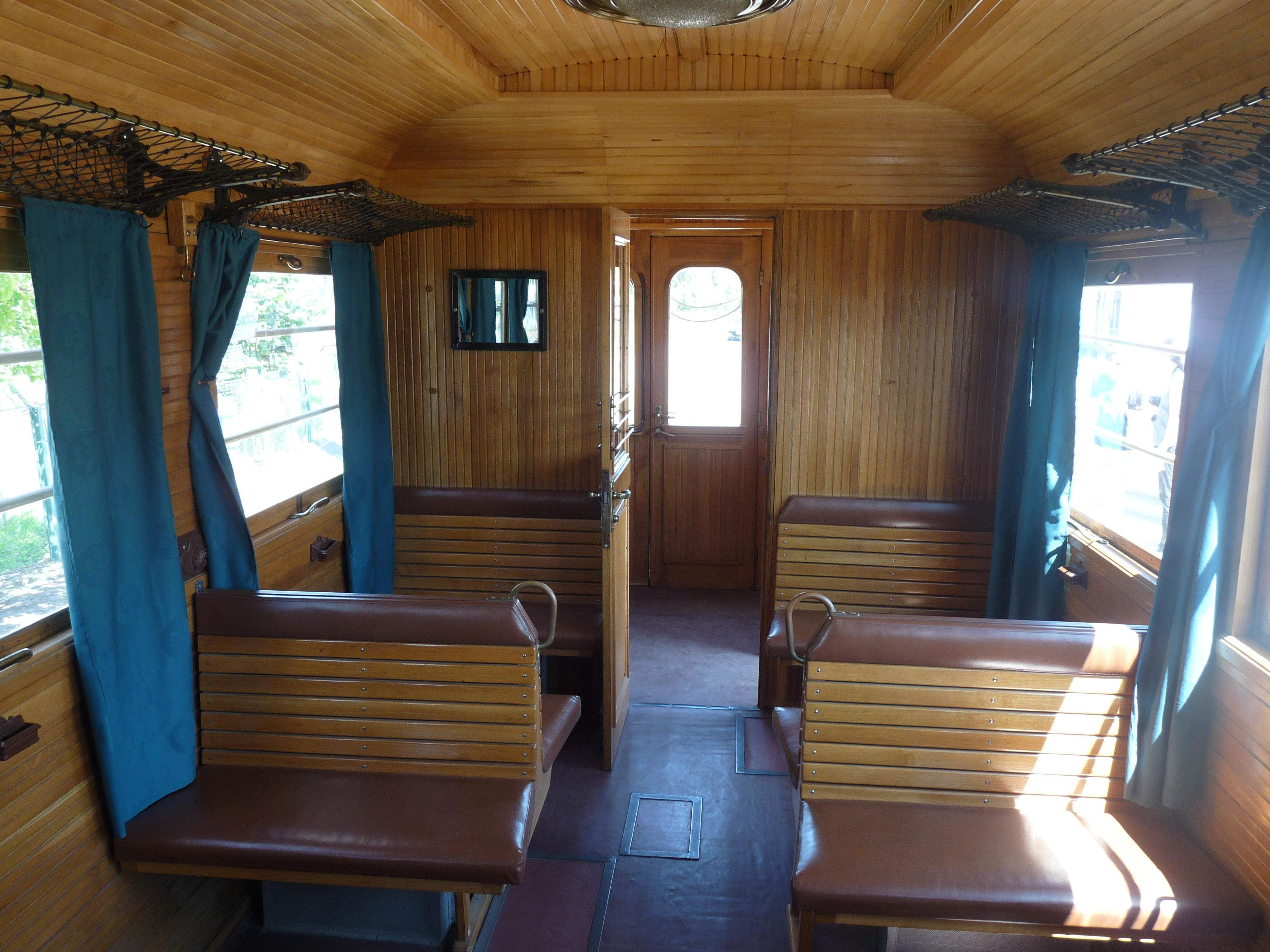
車内（2017年撮影）

## 運用
2020年現在、アラド市電で運行されている系統は以下の通り。運賃は距離制に基づいて設定されており、最低運賃は5 km県内までの乗車時の3レイで、全区間を1日乗車可能な12レイの乗車券や1ヶ月ごとに更新される定額制の乗車券の展開も行われている。
| 系統番号 | 経路 | 備考・参考         |
| -------- | --- | ------------------ |
| 1        | Făt Frumos - Podgoria - Plaţa Romană |                    |
| 1b       | Zona Industrială - Făt Frumos |                    |
| 3        | Făt Frumos - Podgoria - Plaţa Romană - Gara Aradul Nou                                                                                          |                    |
| 6        | Plaţa Gai - Podgoria - Plaţa Romană |                    |
| 7        | Făt Frumos - Podgoria - Mioriţa - Billa - Podgoria - Făt Frumos                                                                                 | ラケット式環状系統 |
| 9        | Făt Frumos - Podgoria - Vladimirescu - Combinatul Chimic                                                                                        |                    |
| 10       | Piata Romană - Combinatul Chimic |                    |
| 11       | Făt Frumos - Podgoria - Sămbăteni - Ghioroc |                    |
| 12       | Piata Romană - Podgoria - Sămbăteni - Ghioroc                                                                                                   |                    |
| 14       | Combinatul Chimic - Ghioroc |                    |
| 15       | Făt Frumos - Gara CFR - Sere |                    |
| 15b      | Făt Frumos - Gara CFR - Sere - CET |                    |
| 16       | Piata Romană - Podgoria - Sere |                    |
| 18b      | Făt Frumos - Cpt. Ignat - Piaţa Romană - Podgoria - Maranata - Billa - Renasterii - Miorita - Podgoria - Piata Romană - Cpt. Ignat - Făt Frumos | 環状系統           |

## 車両

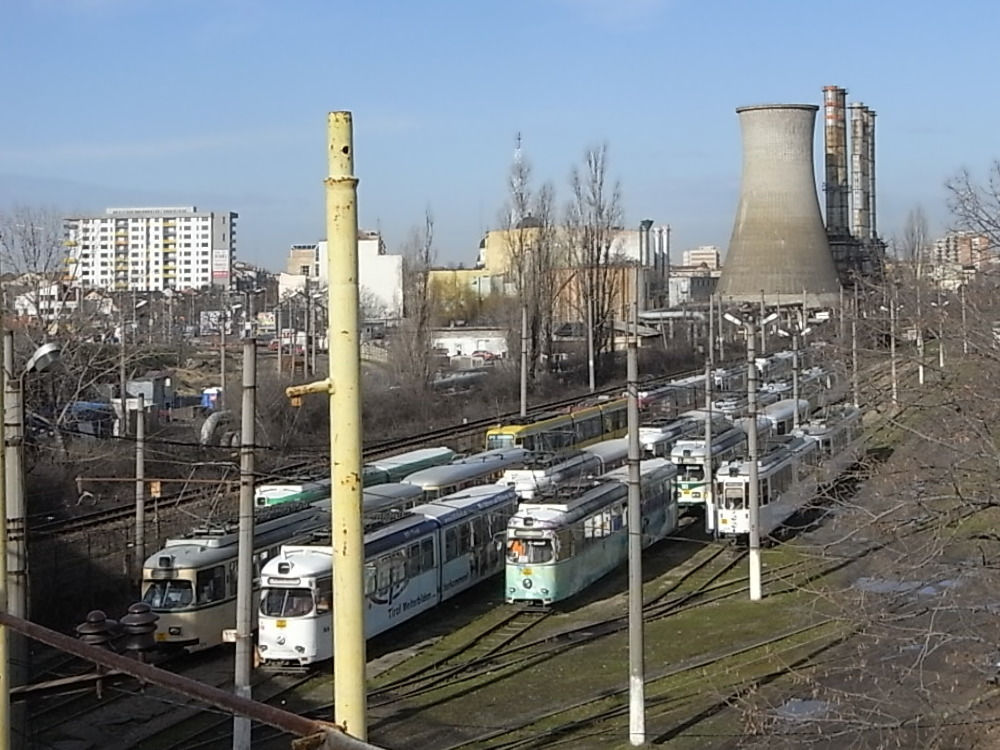
車庫に並ぶアラド市電の電車（2013年撮影）

### 概要
民主化直後の1990年の時点で、アラド市電には共産主義時代に導入されたタトラT4R（100両）およびティミス2（電動車44両、付随車44両）が在籍していた。1990年代初頭、アラド県評議会はルーマニア国内における路面電車近代化のための投資プログラムに基づき、タトラT4Rのうち27両の近代化を実施したが、それ以外の車両は老朽化が進行し運用に就けない状態にあり、特にティミス2は車軸の破損、機器の落下など欠陥が多数露呈する状況となっており、アラド市電では運用本数に対し車両数が不足する状態に陥った。この事態を受け、ドイツやオーストリア等ヨーロッパ各地の路面電車事業者はアラド市電の支援のため事業者で使用されていた旧型電車を譲渡する形での支援を表明し、1995年以降アラド市電には第二次世界大戦後の東西ドイツで使用された多種多様な車両が使用されることとなり、共産主義時代の自社発注車が置き換えられた。
ただし、これらの車両についても継続的な導入は難しく、更に長年の使用による老朽化も進んだことから、2010年代以降アラド市電にはルーマニアの国産超低床電車であるインペリオの導入が実施されている。2016年時点では6両の導入に留まっていたが、2019年には新たに28両の発注が実施された。また、これに加えて既存の譲渡車両についても2025年までに54両が近代化工事を受け、今後も使用される事になっている。

### 車両形式一覧
1990年以降のアラド市電に導入された、もしくは導入される予定の営業用車両の形式は以下の通り。そのうち太字の車両は2020年時点で現役車両が存在する、もしくは2020年以降導入が計画されている形式である。これらに加えて、前述の通り「グリーンアロー」こと郊外線で長年使用されていたハンガリー製の車両（電動車、付随車）が動態保存運転用に在籍する。
| 形式       | 編成                 | 譲渡元                          | 備考・参考                                 |
| ---------- | -------------------- | ------------------------------- | ------------------------------------------ |
| T4R        | ボギー車 (電動車)    | (自社発注車)                    | [ 18 ]                                     |
| ティミス2  | ボギー車 (電動車)    | (自社発注車)                    |                                            |
| ティミス2  | ボギー車 (付随車)    | (自社発注車)                    |                                            |
| ゴータカー | 2軸車 (電動車)       | ハルバーシュタット市電          |                                            |
| ゴータカー | 2軸車 (電動車)       | ツヴィッカウ市電                |                                            |
| ゴータカー | 2軸車 (付随車)       | ツヴィッカウ市電                |                                            |
| T4         | ボギー車 (電動車)    | ミュールハイム市電              | 元は博物館の保存車両                       |
| B4         | ボギー車 (付随車)    | マンハイム市電                  | [ 20 ]                                     |
| B4         | ボギー車 (付随車)    | ミュールハイム市電              | [ 20 ]                                     |
| T4D        | ボギー車 (電動車)    | ハレ市電                        |                                            |
| B4D        | ボギー車 (付随車)    | ハレ市電                        |                                            |
| GT4        | 2車体連接車 (電動車) | シュトゥットガルト市電          | [ 21 ]                                     |
| GT4        | 2車体連接車 (電動車) | ウルム市電                      | 元はシュトゥットガルト市電からの譲渡車両   |
| GT6        | 2車体連接車 (電動車) | インスブルック市電              | 一部車両はビーレフェルト市電からの譲渡車両 |
| GT6        | 2車体連接車 (電動車) | マンハイム市電                  | 一部車両はビーレフェルト市電からの譲渡車両 |
| GT6        | 2車体連接車 (電動車) | ルードヴィヒスハーフェン市電    | [ 24 ]                                     |
| GT6        | 2車体連接車 (電動車) | マインツ市電                    |                                            |
| GT6        | 2車体連接車 (電動車) | ミュールハイム市電              |                                            |
| GT6        | 2車体連接車 (電動車) | ライン・ハールト鉄道            |                                            |
| GT6        | 2車体連接車 (電動車) | ボーフム/ゲルゼンキルヒェン市電 | [ 18 ]                                     |
| GB6        | 2車体連接車 (付随車) | ライン・ハールト鉄道            | [ 25 ]                                     |
| GT6ZR      | 2車体連接車 (電動車) | ボーフム/ゲルゼンキルヒェン市電 | 両運転台車両                               |
| GT6ZR      | 2車体連接車 (電動車) | ヴュルツブルク市電              | 両運転台車両                               |
| GT8        | 3車体連接車 (電動車) | エッセン市電                    | [ 27 ] [ 28 ]                              |
| GT8        | 3車体連接車 (電動車) | インスブルック市電              | ビーレフェルト市電からの譲渡車両           |
| M8S        | 3車体連接車 (電動車) | エッセン市電                    | [ 29 ] [ 30 ]                              |
| インペリオ | 3車体連接車 (電動車) | (自社発注車)                    | 超低床電車                                 |

### ギャラリー

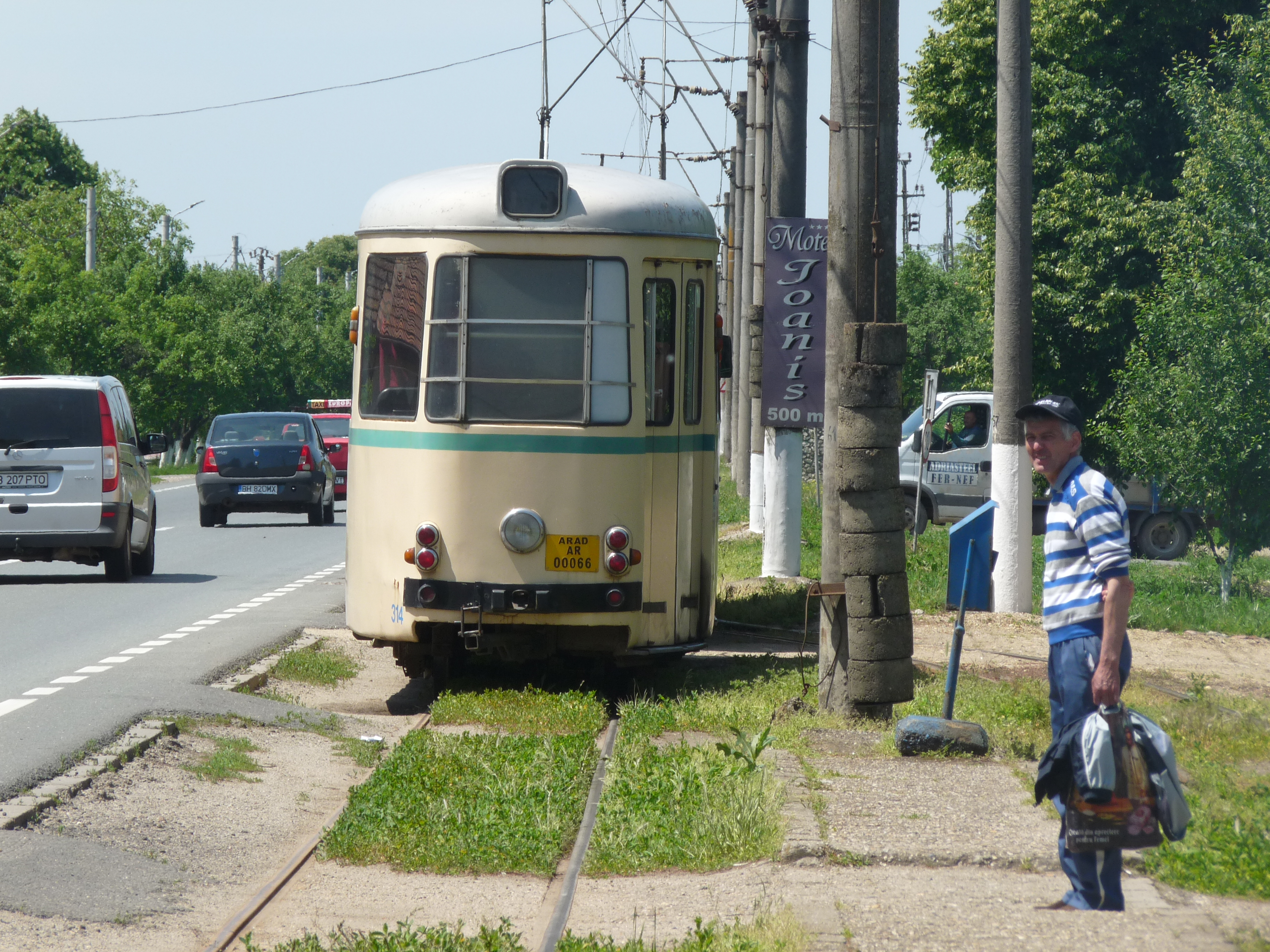
B4（2017年撮影）
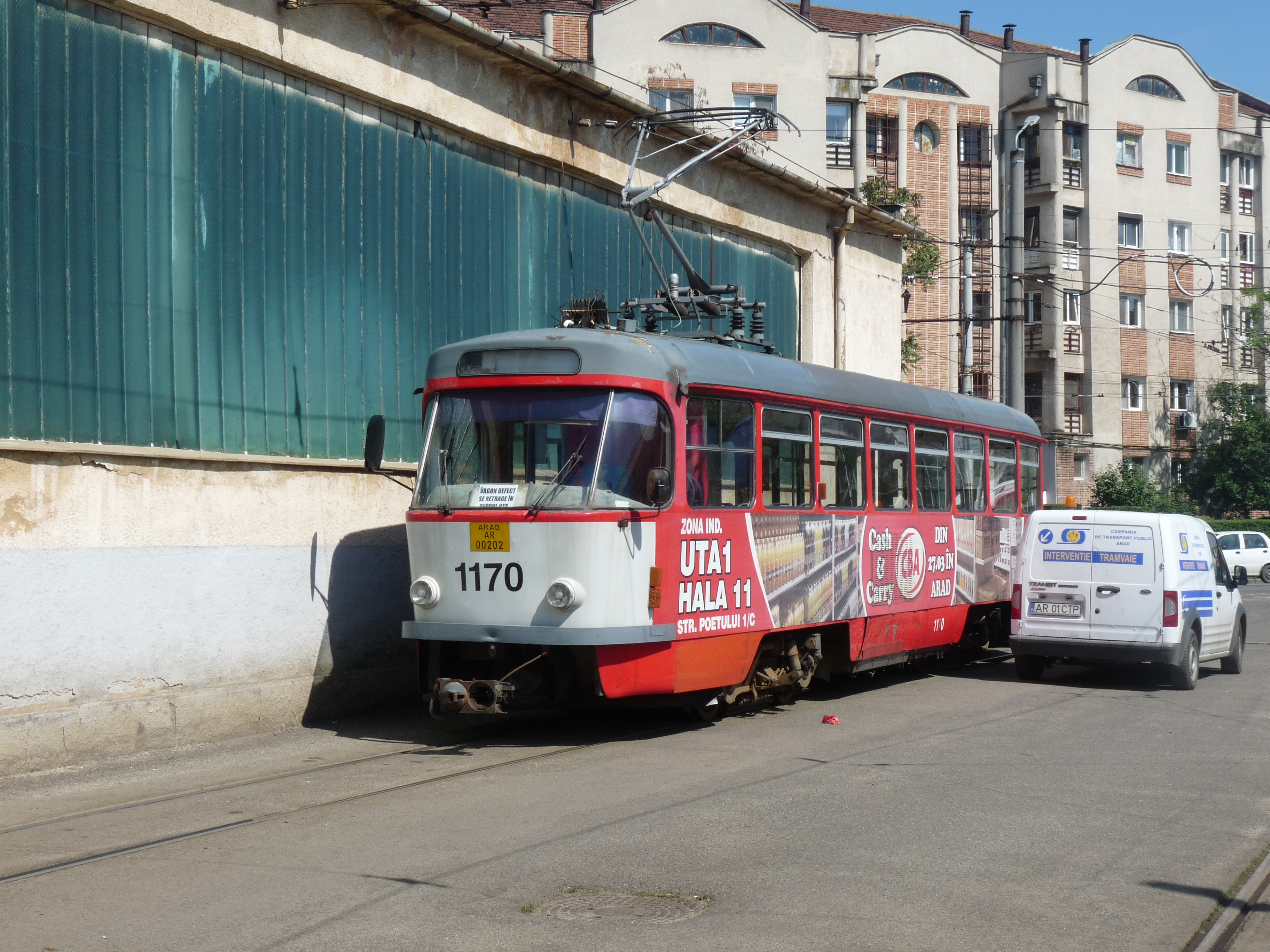
T4D（2017年撮影）
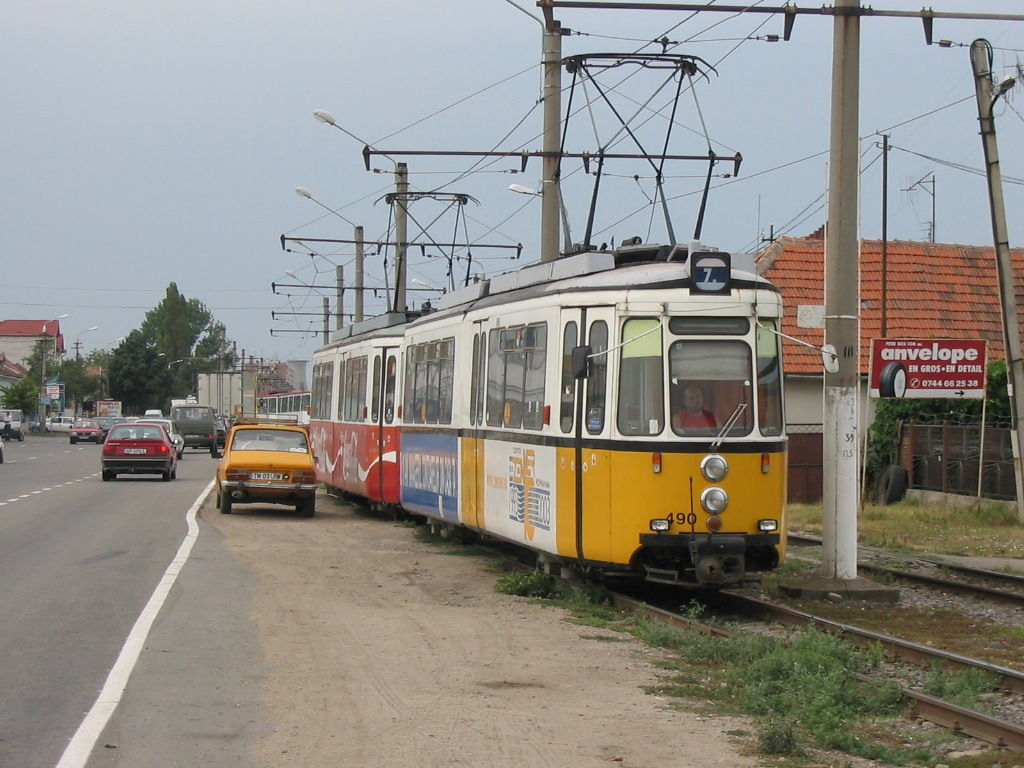
GT4（2003年撮影）
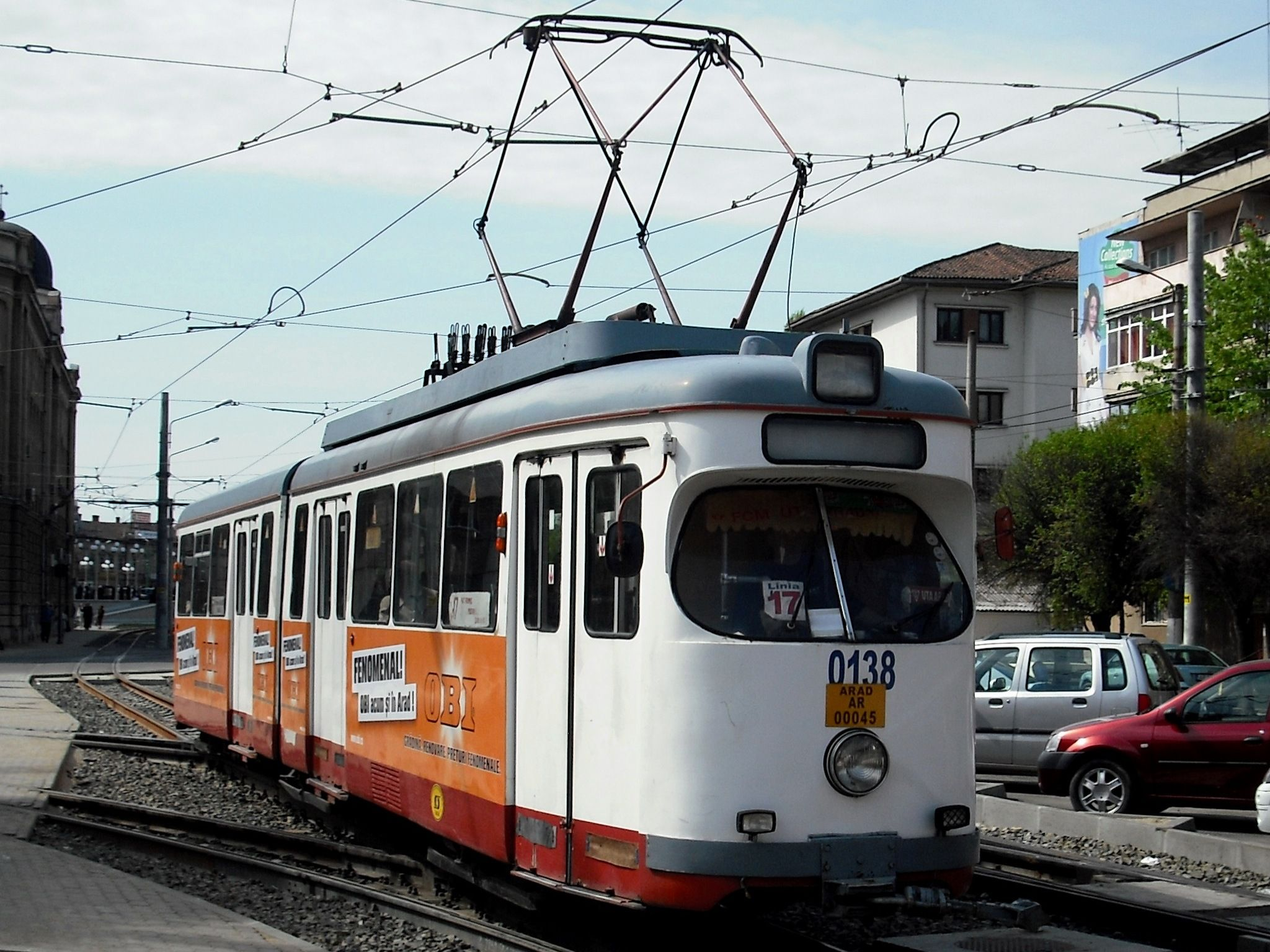
GT6（2009年撮影）
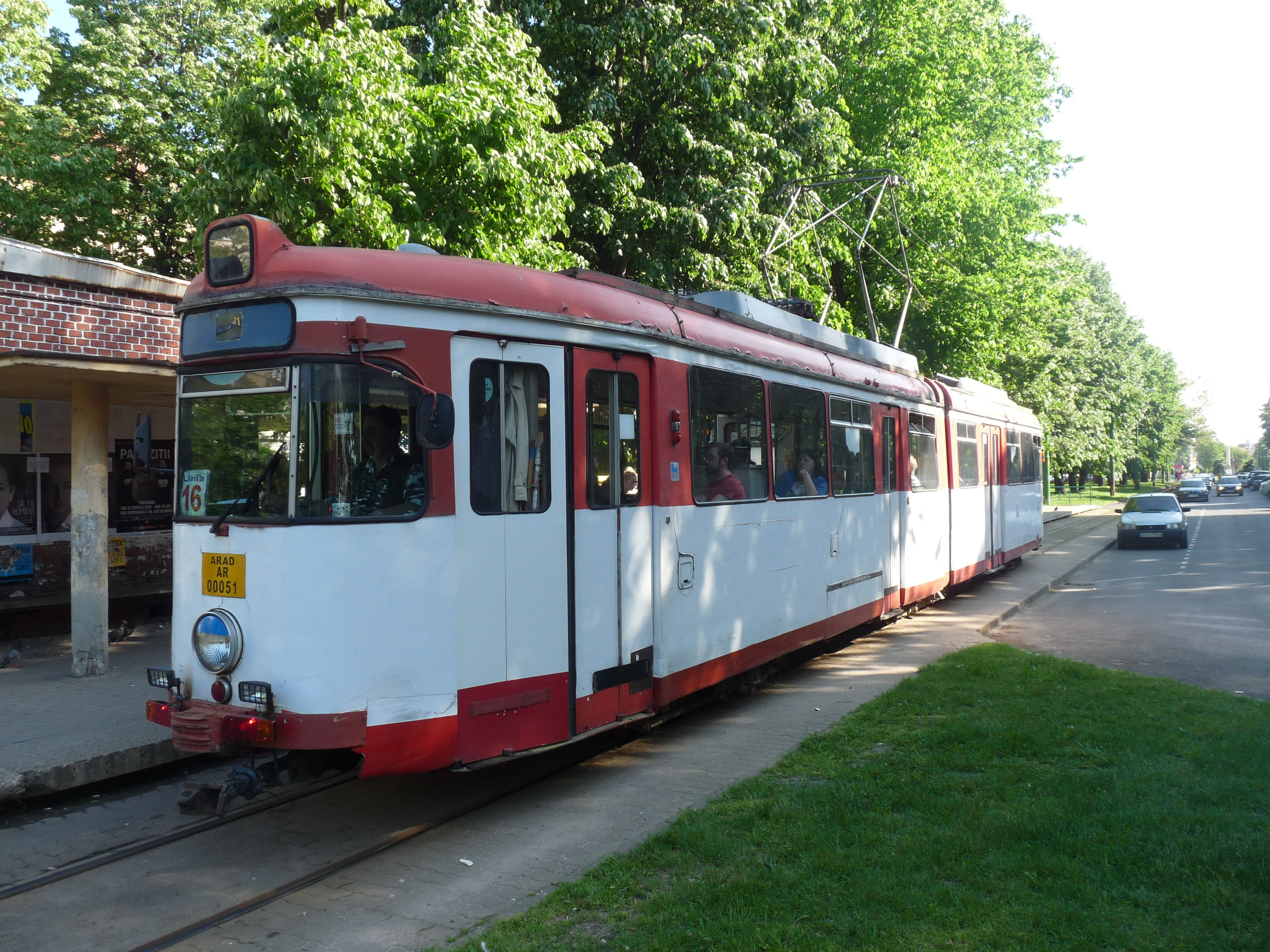
GT6ZR（2017年撮影）
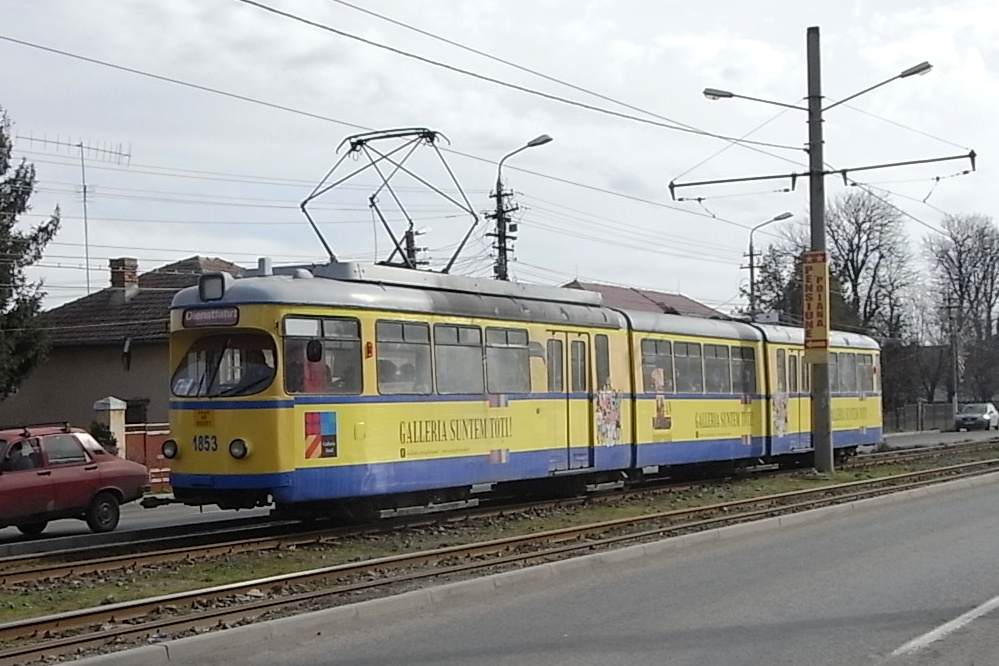
GT8（2013年撮影）
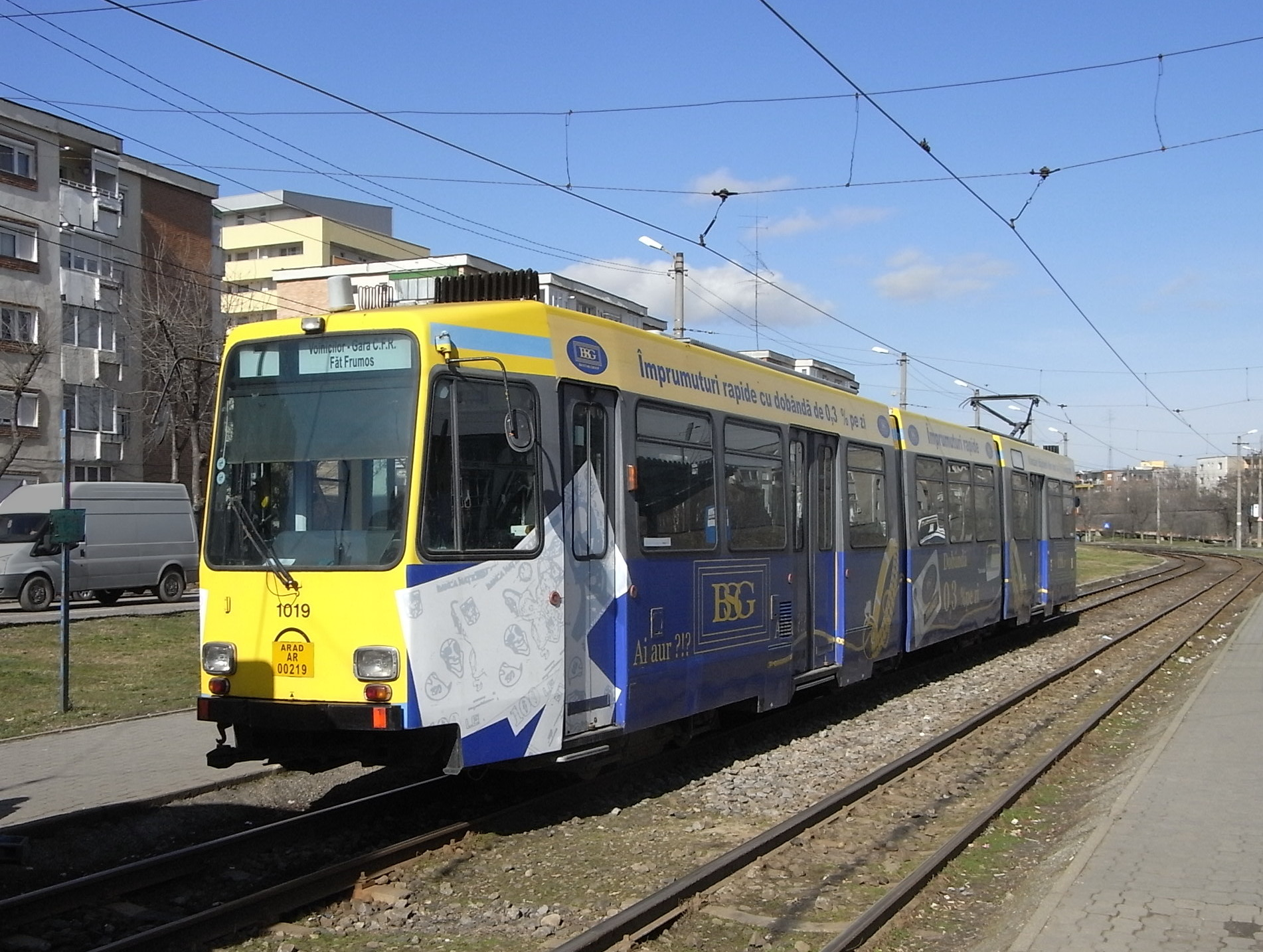
M8S（2013年撮影）
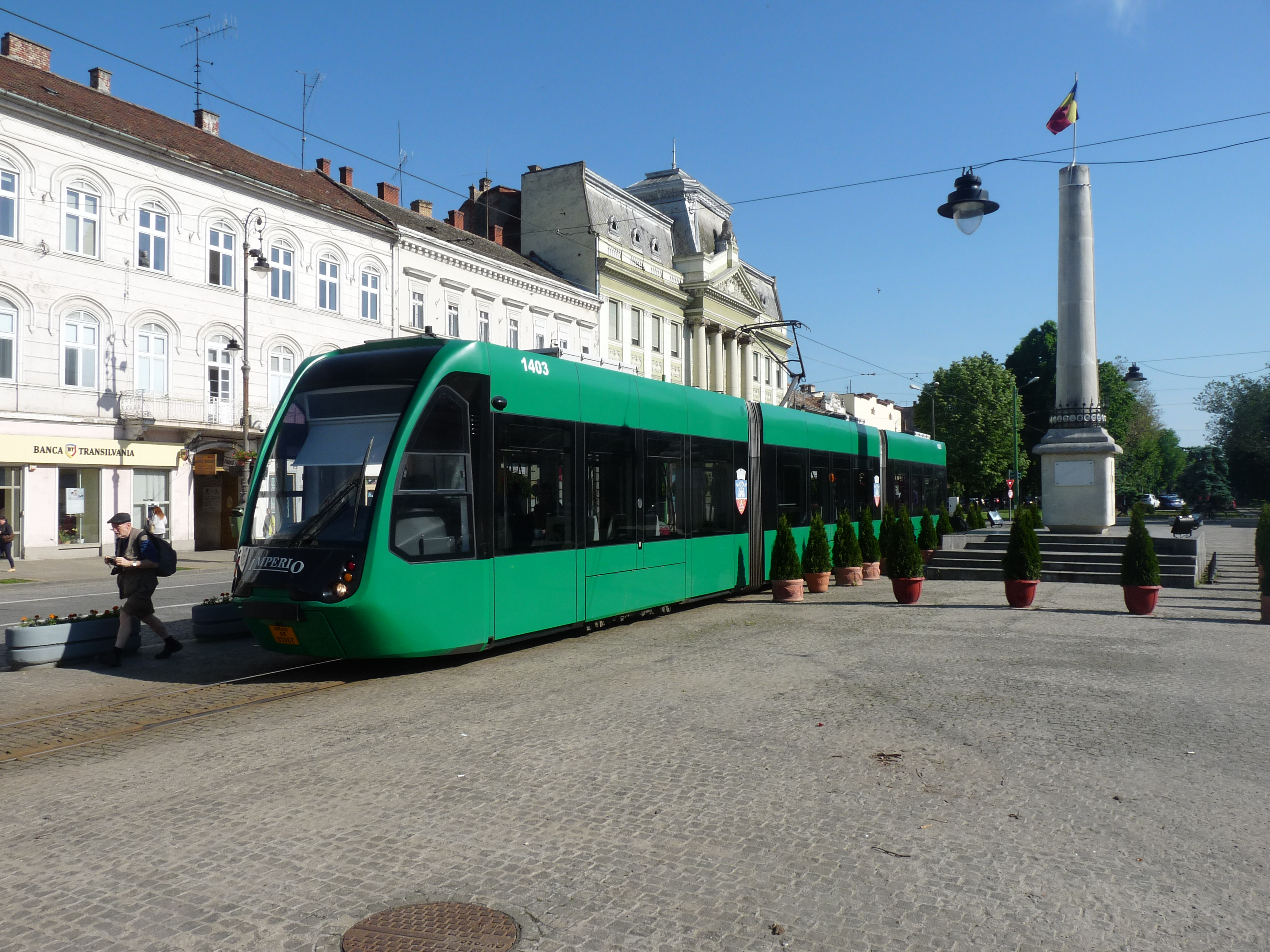
インペリオ（2017年撮影）
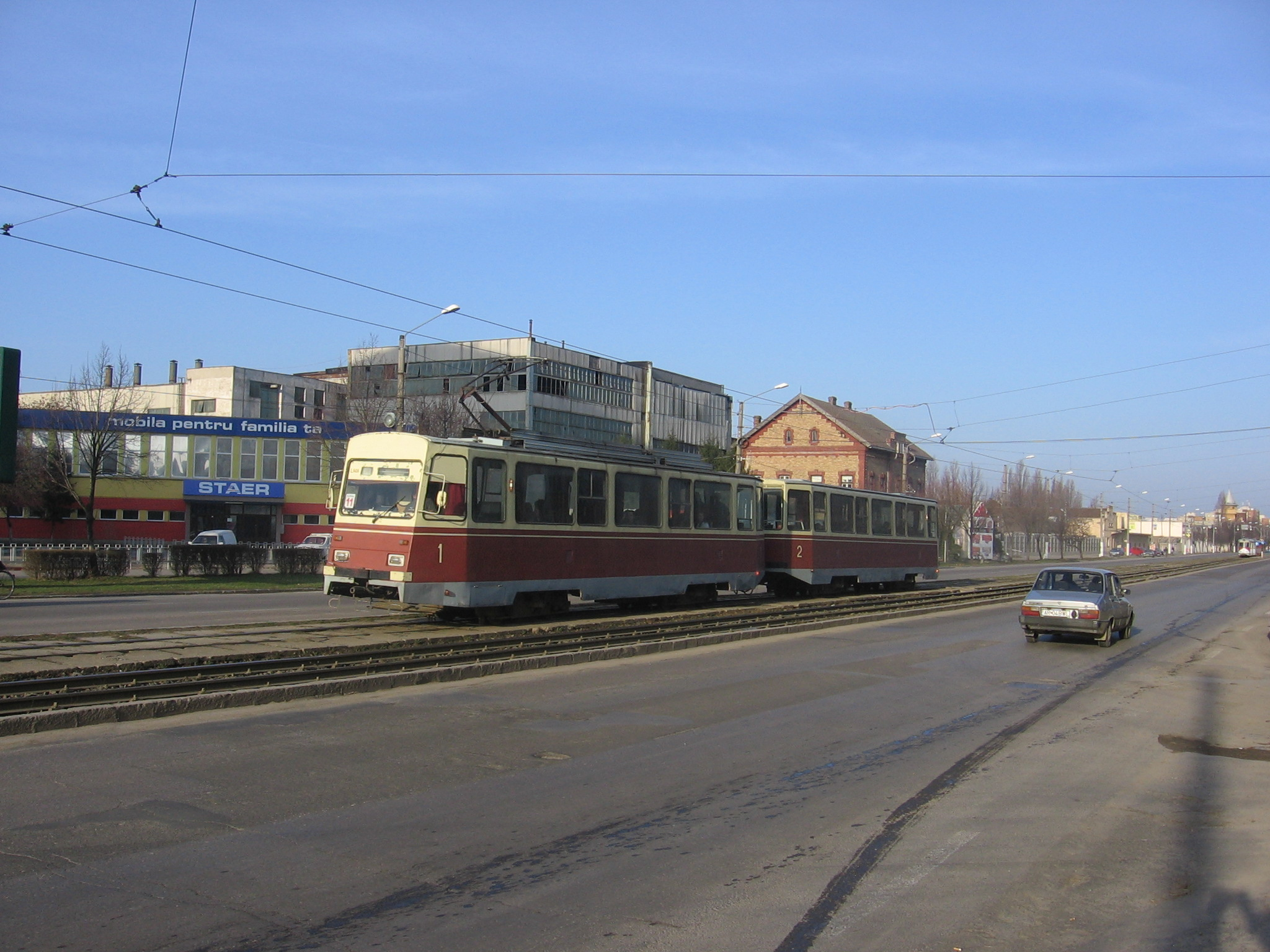
ティミス2（2006年撮影）
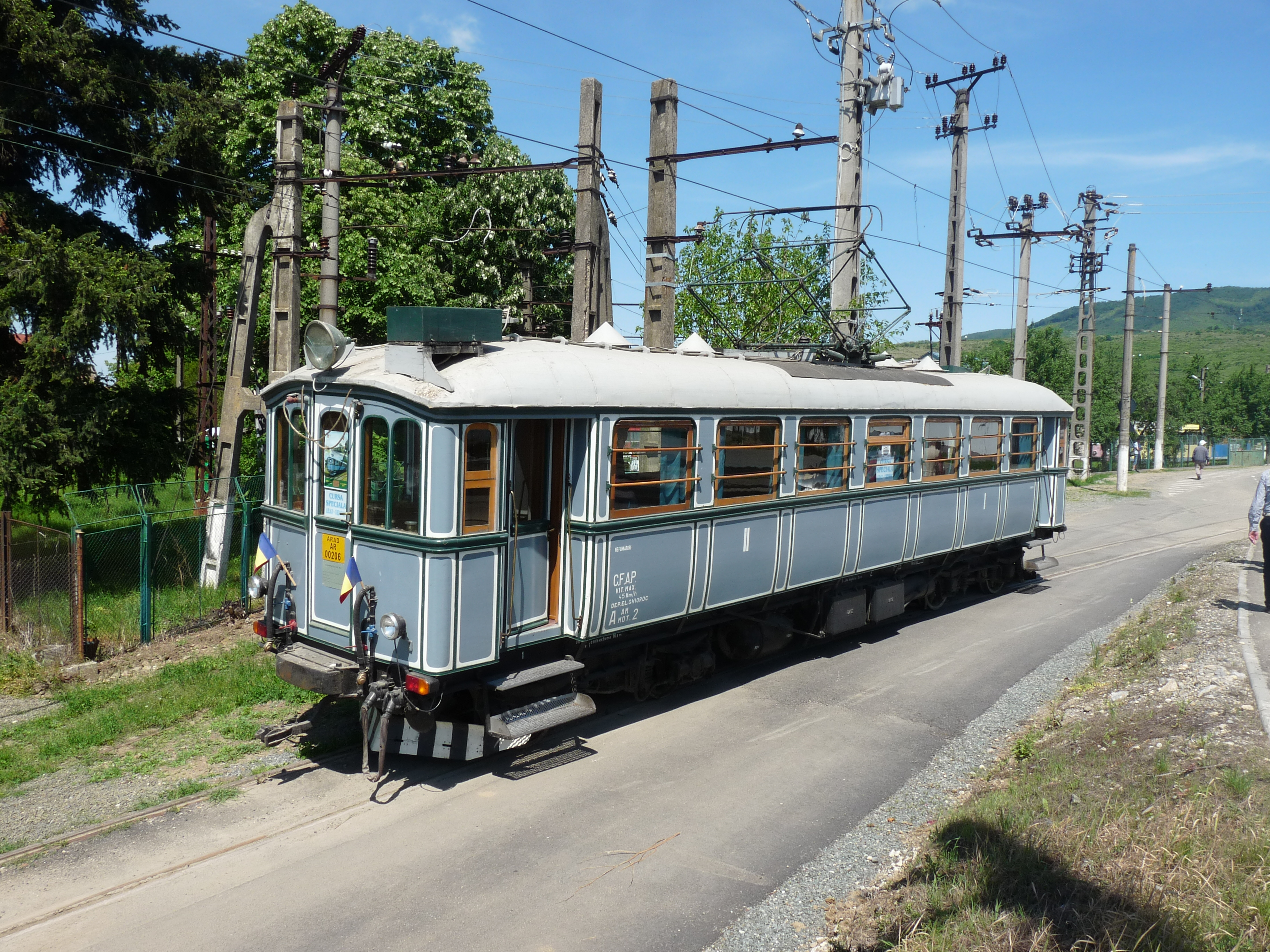
郊外線向け動態保存車両（2017年撮影）

## 参考資料
- MUNICIPIUL ARAD (2018年). Achiziția de material rulant nou și modernizare de material rulant existent (PDF) (Report). 2020年12月4日閲覧。